# Frank Martin (ginete)
Frank Hugo Martin (Estocolmo, 30 de dezembro de 1885 – 28 de agosto de 1962) foi um ginete, campeão olímpico. 

## Carreira
Frank Martin representou seu país nos Jogos Olímpicos de Verão de 1920, na qual conquistou a medalha de ouro nos saltos por equipes em 1920. 